# Sergio Prendes
Sergio Fernández Prendes (Gijón, Asturias, España, 15 de julio de 1986) es un exfutbolista español que jugaba de centrocampista.

## Trayectoria
Comenzó su carrera en elReal Sporting de Gijón "B", equipo con el que jugó tres temporadas en la Tercera División y una en Segunda División B tras conseguir el ascenso en la campaña 2007-08. En septiembre de 2009, firmó un contrato con el C. D. Cudillero y para la temporada 2010-11 fichó por el Club Marino de Luanco, con quien logró su segundo ascenso a Segunda B. Continuó en el Marino durante la campaña 2011-12, y jugó un total de treinta y dos partidos en los que anotó ocho goles en la categoría de bronce. En julio de 2012 se incorporó al C. D. Alcoyano, pero fichó por la A. D. Alcorcón poco después debido a una cláusula de rescisión del contrato en caso de que el jugador pudiera recalar en otro club de categoría superior. El 8 de septiembre de 2012 hizo su debut en Segunda División durante un partido ante la U. D. Las Palmas disputado en el estadio de Gran Canaria.
En agosto de 2014 fichó por el C. D. Leganés para la campaña 2014-15. En agosto de 2015 fichó por el Club Atlético de San Luis de México. Tras disputar la temporada 2016-17 en el Tarxien Rainbows F. C., el 19 de julio de 2017 se confirmó su fichaje por el Caudal Deportivo. Allí jugó diez encuentros de la campaña 2017-18 antes de rescindir su contrato el 31 de enero de 2018. Durante la temporada 2018-19 compitió con la U. D. Móstoles Balompié de la Preferente Madrid.

## Clubes
| Club                       | País   | Año       |
| -------------------------- | ------ | --------- |
| Real Sporting de Gijón "B" | España | 2005-2009 |
| C. D. Cudillero            | España | 2009-2010 |
| Club Marino de Luanco      | España | 2010-2012 |
| A. D. Alcorcón             | España | 2012-2014 |
| C. D. Leganés              | España | 2014-2015 |
| Club Atlético de San Luis  | México | 2015-2016 |
| Tarxien Rainbows F. C.     | Malta  | 2016-2017 |
| Caudal Deportivo           | España | 2017-2018 |
| U. D. Móstoles Balompié    | España | 2018-2019 |